# Papir 123
El papir 123 (en la numeració Gregory-Aland), designat per 𝔓 123 és una còpia antiga del Nou Testament en grec. És un manuscrit en papir de la Primera carta als Corintis.

## Descripció
Fins als nostres dies només van sobreviure peces d'una fulla. Els textos supervivents d'1 Corintis són els versos 14:31-34; 15:3-6, que estan en una condició fragmentària. El manuscrit paleogràficament ha estat assignat al segle IV per l'Institut de Recerca Textual del Nou Testament.

## Text
Dret
μα]ν̣θανωσιν κ[αι παντες
παρ]α̣κ̣α̣λ̣ω̣ντ̣[αι και] π̣να προ̣φητων̣ [προφηταις
υ]π̣ο̣τασσεται̣ ο̣υ γαρ εστι[ν α]κ̣ατασ[ιας ο θς
αλλ ειρ]η̣νες οω εν πασαις τα[ις] εκκ̣[λησιας
των αγι]ω̣ν̣ α̣ι̣ γ̣υναικες εν [ταις εκκλησιαις
σιγατωσαν ου γα]ρ̣ επιτρεπ̣[εται αυταις λαλειν
]. . . [
Revés
υ]μ̣ιν εν π̣ρωτοι̣[ς ο και παρελαβον οτι
χς απεθα]ν̣εν υπερ των α̣[μαρτιων ημων κατα
τας γραφ]α̣ς και ο̣[τ]ι̣ ε̣τ̣α̣φη και̣ [οτι] εγηγε̣ρτα̣[ι τη
ημερα τη τριτ]η̣ κα̣[τα] τ̣ας̣ γραφας κ̣αι οτι ωφ[θη κηφα
ειτα τοις δωδεκα επειτα] ω̣φθη επανω̣ πε̣ν̣[τ]α̣
κοσιοις αδελφοις εφαπαξ ε]ξ̣ ων οι πλ̣[ειονες
μενουσιν εως αρτι τινες δε εκο]ι̣μ[ηθησαν
El text grec d'aquest còdex probablement és del tipus de text alexandrí. Va ser publicat per J. David Thomas l'any 2008.

## Ubicació
Actualment, el manuscrit es troba a les sales de papirologia de la Biblioteca Sackler d'⁣Oxford amb el número de prestatge P. Oxy. 4844.